# Neb (adelsätt)
Neb var en dansk uradelsätt från Själland känd 1277 genom Niels Uffesen Neb och i Skåne från 1300-talet. Ätten var utdöd på svärdssidan före 1493.
Neb var en av de mäktigaste medeltida ätterna i Danmark. Flera var riddare och några drotsar och de tillhörde högadeln. Senare mot 1400-talet gick ätten tillbaka, och många av medlemmarna ägde inte ens egna gods, utan tjänade som fogdar och länsmän på andras gods. De sjönk därmed ned i lågadeln. Så vitt känt finns det inte en enda egendom som de har ägt i mer än tre generationer. Ätten har varit spridd över större delen av Själland, med några medlemmar i Skåne och en på Lolland. De två yngsta grenarna (Niels Henriksens och Bents) var knutna till Sørbylille på 1400-talet.
Med Claus Neb till Fuglsang slocknade ätten ut på svärdssidan före 1493. Han ligger begraven i Sankt Bendts Kirke i Ringsted på Själland.